# Caught in the Middle (canção)
"Caught in the Middle" é uma canção da banda de rock estadunidense Paramore. Foi lançada pela Fueled by Ramen em 26 de junho de 2018 como o quinto e último single de seu quinto álbum de estúdio After Laughter (2017). A faixa foi composta pela vocalista principal Hayley Williams e pelo guitarrista Taylor York, e gravada em Nashville, Tennessee.

## Composição
O gênero de "Caught in the Middle" foi descrito como pop rock, New wave, synth-pop, ska e reggae. A canção contém bateria e baixo vibrantes dos membros da banda York e Farro, e foi comparado sonoramente aos primeiros trabalhos da banda de rock estadunidense No Doubt.

## Vídeo musical
O vídeo musical para "Caught in the Middle" foi publicado em 26 de junho de 2018, e foi dirigido por Computer Team, que trabalhou com a banda em vídeos dos singles anteriores do After Laughter. O vídeo apresenta os membros da banda dançando em laranjas, tentando fugir de várias outras frutas, e foi intencionalmente criado em qualidade VHS. O visual é uma homenagem ao vídeo musical de "Take on Me" do A-ha.

## Créditos
Créditos adaptados do encarte do álbum.
- Kevin "K-Bo" Boettger – engenheiro assistente
- Dave Cooley – engenheiro de masterização
- Carlos de la Garza – mixagem, engenheiro
- Zac Farro – bateria, sinos, teclado, percussão, vocais de apoio
- Justin Meldal-Johnsen – produtor, engenheiro, guitarra baixo, teclado, programação
- Mike Schuppan – engenheiro, mixagem adicional
- Hayley Williams – vocais, teclado, percussão, vocais de apoio
- Taylor York – produtor, mixagem adicional, engenheiro, guitarra, teclado, marimba, percussão, programação, vocais de apoio